# 暑熱壓力指數
，又称，是反映溫度的綜合熱指標，用於量度氣溫、濕度、輻射熱對人體的影響，常用於職業安全、體育和軍事方面。國際標準化組織通過ISO 7243標準，採用暑熱壓力指數來反映人體受熱程度。 通常，人类在热应激下表现不佳。人们在热壓力下的表现比正常在湿热条件下的表现低约11％。而且，热壓力所造成的效應在不同個體之間的差異甚大。热壓力會激發的某些生理反應，包括增加血液流向皮肤，出汗和增加通气量 。

## 計算公式
暑熱壓力指數通過綜合計算三種溫度而成 -
- Tw = 自然濕球溫度：用計濕布包着溫度計，在無遮蔽的外界環境下量度出的溫度，以反映汗水是否容易揮發
- Tg = 黑球溫度：在指定規格的黑色不反光銅球裏，利用溫度計量出的溫度，反映太陽輻射的效應
- Td = 乾球溫度：在有遮蔽的環境下，利用溫度計量出的溫度，並無濕度及太陽輻射的影響，反應單純空氣的效應

在戶外有日曬時，計算公式為 -
0.7Tw + 0.2Tg + 0.1Td
在戶外無日曬，或在室內時，計算公式為 -
0.7Tw + 0.3Tg

## 應用事例

### 職業安全
- 不同環境或性質的工作，如坐着、搬運或爬梯等，會有不同的新陳代謝率。ISO 7243按照不同程度的新陳代謝率，推薦工作環境不超過一定的暑熱壓力指數值。如間歇處理重物，新陳代謝率約為130至200，如工作人員未適應熱度，則推薦暑熱壓力指數不超過26℃；如已適應，則推薦暑熱壓力指數不超過28℃。[5][6]

### 體育
- 2008年，香港協辦第29屆奧運的馬術比賽，天文台特別提供兩個比賽場地的暑熱壓力指數。[7][8]主辦單位表示，如暑熱壓力指數超過35℃，大會可能會中斷賽事。[9]
- 根據日本體育協會方針，若暑熱壓力指數超過31.0℃，由於氣溫比皮膚溫度更熱，熱力無法從人體釋放，因此原則上應該停止一切運動。[10]

### 軍事
- 根據美軍指引，部分行動會按照暑熱壓力指數而發出綠、黃、紅、黑的警示旗幟，並根據軍人的工作性質而訂定作息時間及水分補充量。例如，暑熱壓力指數為31.1℃至32.1℃，則發出紅色警示旗幟，如工作為巡邏等中度勞累工作，則每工作30分鐘休息30分鐘，並每小時補充1.5美制品脫（0.71公升）水分[11]。

## 資料來源
1. 1 2  国家技术监督局. . 国家标准化管理委员会.   [2023-08-03].
2. ↑  .   [2021-01-07]. （原始内容存档于2021-01-09）.
3. ↑  Hancock, P. A.; Ross, Jennifer M.; Szalma, James L. . Human Factors: The Journal of the Human Factors and Ergonomics Society. 2007, 49 (5): 851–77. PMID 17915603. doi:10.1518/001872007X230226.
4. ↑  Leon, Lisa R. . Toxicology and Applied Pharmacology. 2008, 233 (1): 146–61. PMID 18313713. doi:10.1016/j.taap.2008.01.012.
5. ↑  職安健辭典：熱壓力指數[永久]，《綠十字》雜誌第14卷第4期，2004年7/8月，香港：職業安全健康局。
6. ↑  〈職安健辭典：濕黑球溫度[永久]〉，《綠十字》雜誌第18卷第2期，2008年3/4月，香港：職業安全健康局。
7. ↑  香港政府新聞網：天文台研馬匹暑熱壓力指數 （页面存档备份，存于），2006年3月17日。
8. ↑  北京2008年奧運及殘奧馬術比賽天氣資料：中國香港 （页面存档备份，存于）。
9. ↑  暑熱壓力「爆燈」奧馬隨時押後，載香港《文匯報》，2008年8月4日。
10. ↑  熱中症を防ごう （页面存档备份，存于），日本體育協會網站，存取於2008年8月9日。
11. ↑  Heat Stress and Heat Casualty Management （页面存档备份，存于），第13頁，表3-1，美國軍事及空軍部，2003年3月7日。